# Petit-Mars
Petit-Mars település Franciaországban, Loire-Atlantique megyében. Lakosainak száma 3865 fő (2022. január 1.). Petit-Mars Saint-Mars-du-Désert, Ligné, Nort-sur-Erdre, Sucé-sur-Erdre és Les Touches községekkel határos.

## Népesség
A település népességének változása:
| Lakosok száma | 1086 | 1800 | 2309 | 3269 | 3567 | 3608 | 3601 | 3755 | 3818 | 3865 |
|               | 1968 | 1982 | 1990 | 2006 | 2013 | 2015 | 2017 | 2019 | 2020 | 2022 |